# 日韓プロ野球スーパーゲーム
日韓プロ野球スーパーゲーム（にっかんプロやきゅうスーパーゲーム）は、日韓国交樹立25周年と韓国プロ野球発足10周年を記念し、日本プロ野球（NPB）と韓国プロ野球（KBO）の相互親善・親睦、レベル向上を目指し、1991年から4年に一度行われた国際試合。
読売新聞社と毎日新聞社が交互に主催する日米野球に対し、中日新聞社の主催（関東開催分は東京新聞、関西開催分は産経新聞大阪本社が主催）で行われた。

## 概要
韓国代表チームは、各チームから選抜されたオールスターチームで事前にキャンプまで組んでから大会に挑んでいるのに対し、日本代表チームは試合毎に各開催球場地域周辺に本拠地があるチームからの選抜や、地元出身選手が中心となっていた。
1999年の第3回までは定期的に開催されたものの、代表チームに対する日韓の温度差や、各開催球場での観客動員の不振、視聴率低迷など問題が露呈した。
2003年予定の第4回開催は、札幌で開かれたアテネオリンピック野球アジア予選を兼ねる第22回アジア野球選手権大会を優先し、開催を2005年に延期した。しかし、2005年からは、アジア各国のプロ野球優勝チームによるカップ戦の性格を持つアジアシリーズが開かれ、また2006年の春にワールド・ベースボール・クラシックが開催される事になり、両国がその準備に追われたことで2005年の大会も中止された。
従来通り4年に1度の開催をすべく、2007年のアジアシリーズ終了後に開催の予定となっていたが、今度は北京オリンピック予選への合宿など、スケジュールが過密になっているためにまたも延期となった。
その後の代替開催時期などは未定であり、このまま消滅するのではないかという見方もあり、実際先ほどのとおり1999年をもって事実上の廃止となった。野球の国際試合に関しては、2013年以後、野球日本代表（侍ジャパン）のプロチーム（トップチーム）の通年化により、3月か11月のいずれかで「侍ジャパンシリーズ」と銘打った、ナショナルチーム間による強化試合が行われているが、野球大韓民国代表がこの強化試合の対戦相手になったことはまだない。

## 第1回（1991年）

### 第1戦 11月2日：東京ドーム
○NPB　8　-　3　KBO●

### 第2戦 11月3日：横浜スタジアム
○NPB　8　-　2　KBO●

### 第3戦 11月4日：阪神甲子園球場
○NPB　5　-　2　KBO●

### 第4戦 11月6日：藤井寺球場
●NPB　1　-　7　KBO○

### 第5戦 11月9日：長良川球場
●NPB　0　-　8　KBO○

### 第6戦 11月10日：ナゴヤ球場
○NPB　2　-　1　KBO●

## 第2回（1995年）

### 第1戦 11月3日：東京ドーム
△NPB　0　-　0　KBO△

### 第2戦 11月4日：横浜スタジアム
●NPB　2　-　5　KBO○

### 第3戦 11月5日：甲子園球場
●NPB　2　-　3　KBO○

### 第4戦 11月9日：福岡ドーム
○NPB　4　-　0　KBO●

### 第5戦 11月11日：長良川球場
△NPB　1　-　1　KBO△

### 第6戦 11月12日：ナゴヤ球場
○NPB　8　-　3　KBO●

## 第3回（1999年）
（選手所属及びチーム名表記・開催球場は開催年当時のもの）

### 第1戦 11月6日：ナゴヤドーム
|         | 1 | 2 | 3 | 4 | 5 | 6 | 7 | 8 | 9 | R |
| ------- | - | - | - | - | - | - | - | - | - | - |
| KBO選抜 | 0 | 0 | 0 | 0 | 0 | 0 | 1 | 1 | 0 | 2 |
| NPB選抜 | 1 | 0 | 0 | 2 | 2 | 0 | 0 | 0 | X | 5 |

1. KBO：具臺晟（ハンファ）-盧長震（三星）-朱炯光（ロッテ）
2. NPB：野口（中日）-上原（巨人）-佐々岡（広島）-川村（横浜）-岩本（日本ハム）-高津（ヤクルト）
3. 勝利：野口茂樹
4. セーブ：高津臣吾
5. 敗戦：具臺晟
6. 本塁打
NPB：李鍾範（中日）

### 第2戦 11月7日：岐阜長良川球場
|         | 1 | 2 | 3 | 4 | 5 | 6 | 7 | 8 | 9 | R |
| ------- | - | - | - | - | - | - | - | - | - | - |
| NPB選抜 | 0 | 0 | 2 | 0 | 3 | 0 | 0 | 0 | 0 | 5 |
| KBO選抜 | 0 | 0 | 2 | 1 | 0 | 0 | 0 | 0 | 0 | 3 |

1. NPB：藪（阪神）-高木（ヤクルト）-福盛（横浜）-金田（オリックス）-小林雅（ロッテ）-岡本晃（近鉄）-岩瀬（中日）
2. KBO：文東煥（ロッテ）-宋津宇（ハンファ）-朱炯光（ロッテ）-陳弼重（斗山）
3. 勝利：福盛和男
4. セーブ：岩瀬仁紀
5. 敗戦：宋津宇

### 第3戦 11月9日：福岡ドーム
|         | 1 | 2 | 3 | 4 | 5 | 6 | 7 | 8 | 9 | R |
| ------- | - | - | - | - | - | - | - | - | - | - |
| KBO選抜 | 1 | 0 | 0 | 0 | 0 | 2 | 0 | 0 | 0 | 3 |
| NPB選抜 | 1 | 0 | 0 | 0 | 0 | 0 | 0 | 0 | 1 | 2 |

1. KBO：鄭珉哲（ハンファ）-朱炯光（ロッテ）-林昌勇（三星）-宋津宇（ハンファ）-陳弼重（斗山）
2. NPB：永井（ダイエー）-前田（中日）-三浦（横浜）-岡島（巨人）-石井貴（西武）-星野（ダイエー）-川越（オリックス）
3. 勝利：朱炯光
4. セーブ：陳弼重
5. 敗戦：岡島秀樹

### 第4戦 11月10日：東京ドーム
|         | 1 | 2 | 3 | 4 | 5 | 6 | 7 | 8 | 9 | R |
| ------- | - | - | - | - | - | - | - | - | - | - |
| NPB選抜 | 2 | 0 | 0 | 1 | 2 | 2 | 0 | 1 | 0 | 8 |
| KBO選抜 | 0 | 3 | 2 | 0 | 0 | 0 | 3 | 0 | 0 | 8 |

1. NPB：西口（西武）-横山（横浜）-小宮山（ロッテ）-川上（中日）-若田部（ダイエー）-川崎（ヤクルト）-デニー（西武）-岩瀬（中日）
2. KBO：鄭珉台（現代）-朱炯光（ロッテ）-林昌勇（三星）-盧長震（三星）-陳弼重（斗山）
3. 本塁打
NPB：松井（巨人）
KBO：梁埈赫（三星）、金東柱（斗山）

## 中継
第1回（1991年）
- 第1戦 フジテレビ（録画）
- 第2戦 テレビ東京
- 第3戦 NHK総合
- 第4戦 テレビ大阪
- 第5戦
- 第6戦 TBSテレビ

第2回（1995年）
- 第1戦
- 第2戦
- 第3戦 サンテレビ（録画）、東京MXテレビ
- 第4戦 NHK BS1
- 第5戦
- 第6戦 TBSテレビ